# اس‌ام او-۳۶
اس‌ام او-۳۶ (به آلمانی: SM U 36) یک او-بوت نیروی دریایی امپراتوری آلمان بود.

## تاریخچه عملیاتی

### گشت نخست
او-۳۶ روز ۲۴ ژوئیه سال ۱۹۱۵ در ۱۵ کیلومتری شمال غربی جزیره رونا در شمال اسکاتلند با پرنس چارلز، کشتی کیو بریتانیایی درگیر شد. او-بوت به خیال فله‌بر بودن شناور مذکور از فاصله پنج کیلومتری یک گلوله به سمت آن شلیک کرد که با فاصله ۱ کیلومتری در پشت آن به هدف برخورد ننمود. پرنس چارلز برای فریب او-۳۶ موتورهای خود را متوقف و تظاهر به قصد تخلیه شناور کرد. او-بوت که به سرعت در حال نزدیک شدن به هدف خود بود، در فاصله ۵۰۰ متری سرعت خود را کاهش داد و مجدداً به سمت کشتی دشمن شلیک نمود. کشتی کیو بریتانیایی به یک‌باره پوشش توپ‌های خود را برداشت و به سمت او-بوت آتش گشود. خدمه توپ او-۳۶ سراسیمه به برجک او-بوت پناه بردند. یک گلوله در فاصله حدود ۵ متری پشت برجک به او-بوت اصابت کرد. او-۳۶ سعی کرد به عمق بگریزد اما آسیب وارد شده این امکان را به آن نداد. پشت او-بوت شروع به فرورفتن و دماغه آن به بالا آمدن کرد. با اطمینان از از دست رفتن او-بوت خدمه به عرشه آمدند. او-بوت با سرعت زیادی غرق شد. پرنس چارلز موفق به نجات ۱۵ تن از ۳۳ خدمه او-۳۶ گردید.